# Laplands kartelblad
Het Laplands kartelblad (Pedicularis lapponica) is een kruidachtige plant uit de bremraapfamilie (Orobanchacea) die voorkomt in heidegebieden en toendra in Noord-Europa.

## Naamgeving enetymologie
- Engels: Lapland Lousewort
- Noors: Bleikmyrklegg
- Zweeds: Lappspira

De botanische naam Pedicularis is afgeleid van het Latijnse 'pediculus' (luis), naar het bijgeloof dat het eten van de plant door vee zou leiden tot besmetting door luizen. De soortaanduiding lapponica verwijst naar de oorspronkelijke vindplaats Lapland.

## Kenmerken
Het Laplands kartelblad is een overblijvende, kruidachtige halfparasiet met een tot 20 cm lange, opgerichte, licht behaarde bloemstengel. De stengelbladeren zijn lancetvormig, veerdelig tot grofgetand, onbehaard, en dikwijls donkergroen of bruin van kleur. 
De bloemen staan in een korte, halfronde bloemtros en zijn tot 1,5 groot, lichtgeel tot wit, en sterk naar rozen geurend. De bovenlip is kort gesnaveld, de onderlip asymmetrisch. De kelk is klokvormig, tweelippig, vijftandig en onbehaard. De schutbladen zijn langer dan de kelk. 
Het Laplands kartelblad bloeit in de zomer.
De plant parasiteert onder meer op dwergberk en bosbessen.

## Habitaten verspreiding
Het Laplands kartelblad komt vooral voor op droge en natte heide, in berkenbossen en op de toendra.
Hij is te vinden in het centrum en noorden van Zweden, Noorwegen en Finland, van de 60° breedtegraad tot aan de Noordkaap. Verder in de bergen van het noorden van Rusland, Siberië, Mongolië en Noord-Amerika.
... · 
P. gyroflexa (Wollig kartelblad) · 
P. kerneri · 
P. lapponica (Laplands kartelblad) · 
P. oederi (Bont kartelblad) · 
P. palustris (Moeraskartelblad) · 
P. rosea (Roze kartelblad) · 
P. rostratospicata (Vleeskleurig kartelblad) · 
P. sceptrum-carolinum (Karels scepter) · 
P. sylvatica (Heidekartelblad) · 
P. tuberosa (Knolkartelblad) · 
P. verticillata (Kranskartelblad) · 
...